# Jerzy Głybin
Jerzy Głybin (ur. 3 listopada 1952 we Lwowie) – polski aktor. 
Wczesną młodość i lata szkolne spędził we Lwowie. Był aktorem Polskiego Teatru Ludowego we Lwowie, zaś po ukończeniu w 1975 PWST im. Ludwika Solskiego w Krakowie, aktorem Teatru Śląskiego w Katowicach, a w latach 1977–1979 – aktorem Teatru Polskiego w Bielsku-Białej. Od 1979 jest ponownie aktorem Teatru Śląskiego.
W roku 2003 obronił doktorat, a w 2015 – habilitację. Wykładowca PWST w Krakowie i Akademii Muzycznej w Katowicach. Laureat Złotych Masek.
W 1977 roku zawarł związek małżeński z aktorką Bogumiłą Murzyńską. 

## Filmografia
- 1979 – Operacja Himmler
- 1982 – Odlot
- 1994 – Zawrócony
- 1994 – Śmierć jak kromka chleba
- 2000 – Święta wojna
- 2005 – Oda do radości
- 2007 – Benek
- 2012 – Jesteś Bogiem

## Ordery i odznaczenia
Źródło: biogram na stronie Teatru Śląskiego
- Krzyż Kawalerski Orderu Odrodzenia Polski
- Złoty Krzyż Zasługi
- Brązowy Krzyż Zasługi
- Srebrny Medal „Zasłużony Kulturze Gloria Artis” – 2013